# نفل ليغوري
النفل الليغوري (باللاتينية: Trifolium ligusticum) نوع نباتي من جنس النفل من الفصيلة البقولية.

## الموئل والانتشار
موطنه الأصلي بعض المناطق المتوسطية مثل بلاد الشام والمغرب العربي وتركيا وإيطاليا وفرنسا وإسبانيا والبرتغال.